# (32362) 2000 QS136
2000 QS136 (asteroide 32362) é um asteroide da cintura principal. Possui uma excentricidade de 0.04908810 e uma inclinação de 10.40120º.
Este asteroide foi descoberto no dia 29 de agosto de 2000 por LINEAR em Socorro.